# Peter Kuba
Peter Kuba (* 1952 in Linz) ist ein österreichischer Kunstpädagoge, Bildhauer, Maler und Grafiker.

## Leben und Wirken
Kuba studierte von 1971 bis 1977 Malerei und Grafik an der Hochschule für angewandte Kunst Wien und an der Kunsthochschule Linz. 1975 bis 1978 lebte und arbeitete er im Atelierhaus Egon-Hofmann-Haus.
Der Künstler lehrte von 1977 bis 1983 und 1991 bis 1993 an der Universität für künstlerische und industrielle Gestaltung Linz. 1980 bis 2013 unterrichtete er an der HTL1 Bau und Design, Abteilung Kunst und Design in Linz.
Er ist Mitglied der Oberösterreichischen Kunstvereins und der Berufsvereinigung der bildenden Künstler Oberösterreichs.

## Einzelausstellungen und Ausstellungsbeteiligungen (Auswahl)
- Stadtmuseum Nordico, Linz
- Neue Galerie der Stadt Linz (Lentos)
- Galerie E. Hilger, Wien
- Galerie Forum, Wels
- BV Galerie, Linz
- Tiroler Landesmuseum Ferdinandeum, Innsbruck
- Schloß Maretsch, Bozen
- Museum Moderne Kunst, Wien
- Künstlerhaus Thurn und Taxis, Bregenz
- Neue Städtische Galerie, Lienz
- Galerie des O.Ö. Kunstvereins, Linz
- Kärntner Landesgalerie, Klagenfurt
- Multi Media Art Gallery, New York
- Blau-Gelbe-Galerie im Kulturhof Weistrach
- Brauhausgalerie Freistadt

## Auszeichnungen
Neben Würdigungs- und Talentförderungspreisen erhielt er 1982 den Grafikpreis des Landes Kärnten.